# سيباستيان ميدينا
سيباستيان ميدينا (بالإسبانية: Sebastián Medina)‏ (مواليد 7 يوليو 2001) هو لاعب كرة قدم مكسيكي، يلعب كمدافع لنادي تيباتيتلان معارًا من نادي أطلس.